# Микулаш Дачицкий из Геслова
Ми́кулаш Да́чицкий из Ге́слова (чеш. Mikuláš Dačický z Heslova; 23 декабря 1555 — 25 сентября 1626) — чешский поэт и писатель.

## Биография
Родился в 1555 в Кутна-Горе в богатой бюргерской семье. Его отец, Ондржей Кршиволачек, был кутногорским рихтаржем, в 1564 году император Фердинанд I пожаловал ему дворянский герб с разрешением присоединить к своему имени предикат «Дачицкий». Микулаш получил образование в бенедектинском монастыре в Кладрубах, который покинул в возрасте 15 лет, когда умер его отец, чтобы вернуться в Кутна-Гору, где и жил в последующие годы на оставленное отцом богатое наследство. Умер в 1626 году.

## Литературная деятельность
Самыми известными произведениями Микулаша являются «Воспоминания», представляющие собой историю рода Дачицких и города Кутна-Горы, и сборник сатирических стихотворений «Простоправда». Основными темами поэзии Микулаша стали кризис общества и падение нравов. В своих грубых, а подчас даже и непристойных стихах, автор выступает как искренне набожный, глубокий моралист и сатирик, подвергающий суровой критике моральный упадок современного ему чешского общества.